# Karatobe (ort i Kazakstan)
Karatobe (ryska: Каратобе, kazakiska: Qaratöbe) är en ort i Kazakstan.   Den ligger i oblystet Västkazakstan, i den västra delen av landet, 1 300 km väster om huvudstaden Astana. Karatobe ligger 39 meter över havet och antalet invånare är 3 434.
Terrängen runt Karatobe är mycket platt. Runt Karatobe är det mycket glesbefolkat, med 2 invånare per kvadratkilometer. Det finns inga andra samhällen i närheten. Trakten runt Karatobe består i huvudsak av gräsmarker.